# Parc quasi national Hida-Kisogawa
Le parc quasi national Hida-Kisogawa (飛騨木曽川国定公園, Hida-Kisogawa Kokutei Kōen) est un parc naturel quasi national situé dans la région du Chūbu sur l'île de Honshū au Japon.

## Géographie
Le parc Hida-Kisogawa s'étend du nord au sud, de Gero à Minokamo, le long du cours de la rivière Hida, et d'est en ouest le long du fleuve Kiso de Mizunami à Inuyama. Il s'étale sur 18,075 ha dans la préfecture de Gifu ; seule la partie sud-ouest du parc, d'une superficie de 3,661 ha et située à Inuyama, appartient à la préfecture d'Aichi.

## Histoire
Le périmètre du parc Hida-Kisogawa est désigné parc naturel quasi national le 3 mars 1964.

## Administration
Comme tous les parcs quasi-nationaux au Japon, le parc Hida-Kisogawa est géré par les autorités préfectorales locales.

## Sites remarquables

### Le lac Iruka
Le lac Iruka, dans le sud d'Inuyama, est l'un des plus grands lacs artificiels du Japon.

### Le Rhin japonais
Le « Rhin japonais » : une gorge le long du fleuve Kiso entre Minokamo et Inuyama.

### Château d'Inuyama
Le château d'Inuyama est un château japonais qui surplombe le fleuve Kiso à Inuyama. Son donjon est classé trésor national depuis 1935.

### Le canyon Hisui
De Shirakawa à Hichisō la rivière Hida forme, sur 12 km, le canyon Hisui (飛水峡, Hisui-kyō) dont les nids-de-poule sont classés monument naturel depuis 1961.
C'est dans cette partie de la rivière Hida qu'un géologue a découvert en 1970 la plus ancienne pierre du Japon, un morceau de gneiss du Paléoprotérozoïque.

### Le canyon Fujikura
Le canyon (藤倉峡, Fujikura-kyō) s'étend sur environ 2 km, du pont de Kanayama dans le sud de Gero au barrage de Hichisō.

### Le sanctuaire Momotarō
Le sanctuaire Momotarō est un lieu de culte de la religion shintō dédié au héros de légende Momotarō.

### Parc Oniiwa
Le parc public Oniiwa (鬼岩公園, Oniiwa-kōen) est situé dans le bourg de Mitake et la ville de Mizunami. C'est un parc naturel dense en végétation de montagne et riche en formations rocheuses granitiques : chaos rocheux et pierres branlantes, produits de l'érosion de la roche par les intempéries et les cours d'eau.
Ce site naturel est classé site historique pittoresque national et monument naturel national,.
Selon une légende locale, un démon appelé Seki no Tarō habitait ce lieu il y a plus de 800 ans, d'où le nom du parc : « parc des rochers du démon ». Ce démon aurait été tué par des soldats envoyés dans la région par l'empereur Go-Shirakawa pour protéger les voyageurs empruntant les anciennes routes Tōsan.
Dans ce parc, les cerisiers en fleurs au printemps, les azalées au début de l'été et les feuilles rougoyantes des érables du Japon en automne attirent de nombreux touristes. Et, bien évidemment, chaque année en février, la tradition du mame-maki, rituel censé chasser les démons, y est perpétuée lors de Setsubun.

### La gorge Sosui
La gorge Sosui (蘇水峡, Sosui-kyō), située près du barrage Maruyama à Yaotsu, est réputée pour la floraison de ses érables en automne.

### Nakayama Shichiri
Nakayama shichiri (中山七里) est une vallée qui s'étend sur 28 km du pont Taiuen au pont Sakai dans la partie sud de Gero. Dans cette vallée, la rivière Hida trace une gorge dans laquelle des rapides se forment et travaillent la roche des berges faisant naître des formations rocheuses pittoresques.
Cet endroit est réputé au Japon pour ces cerisiers en fleurs au printemps et les couleurs automnales de ses érables du Japon.

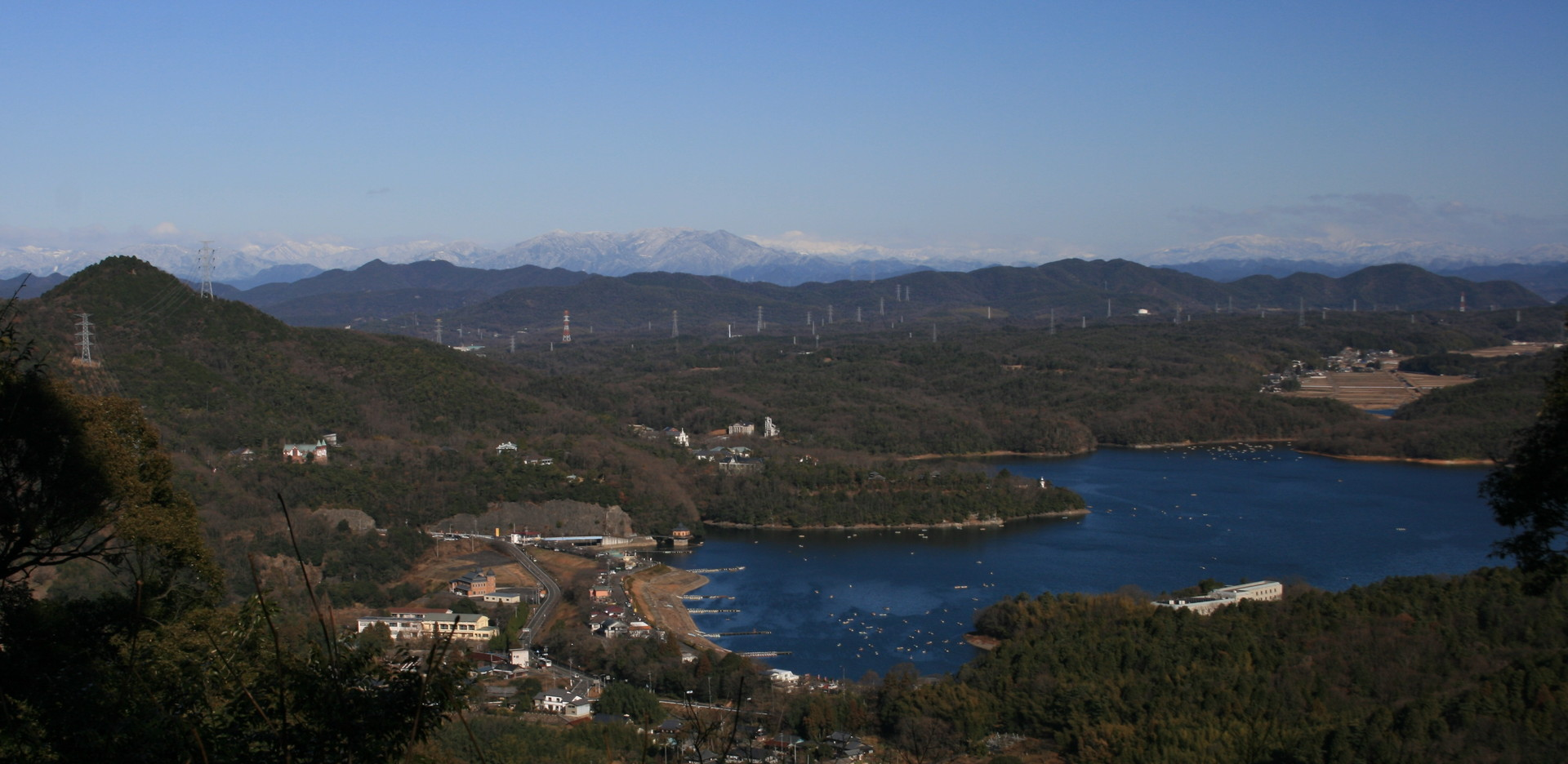
Le lac Iruka.
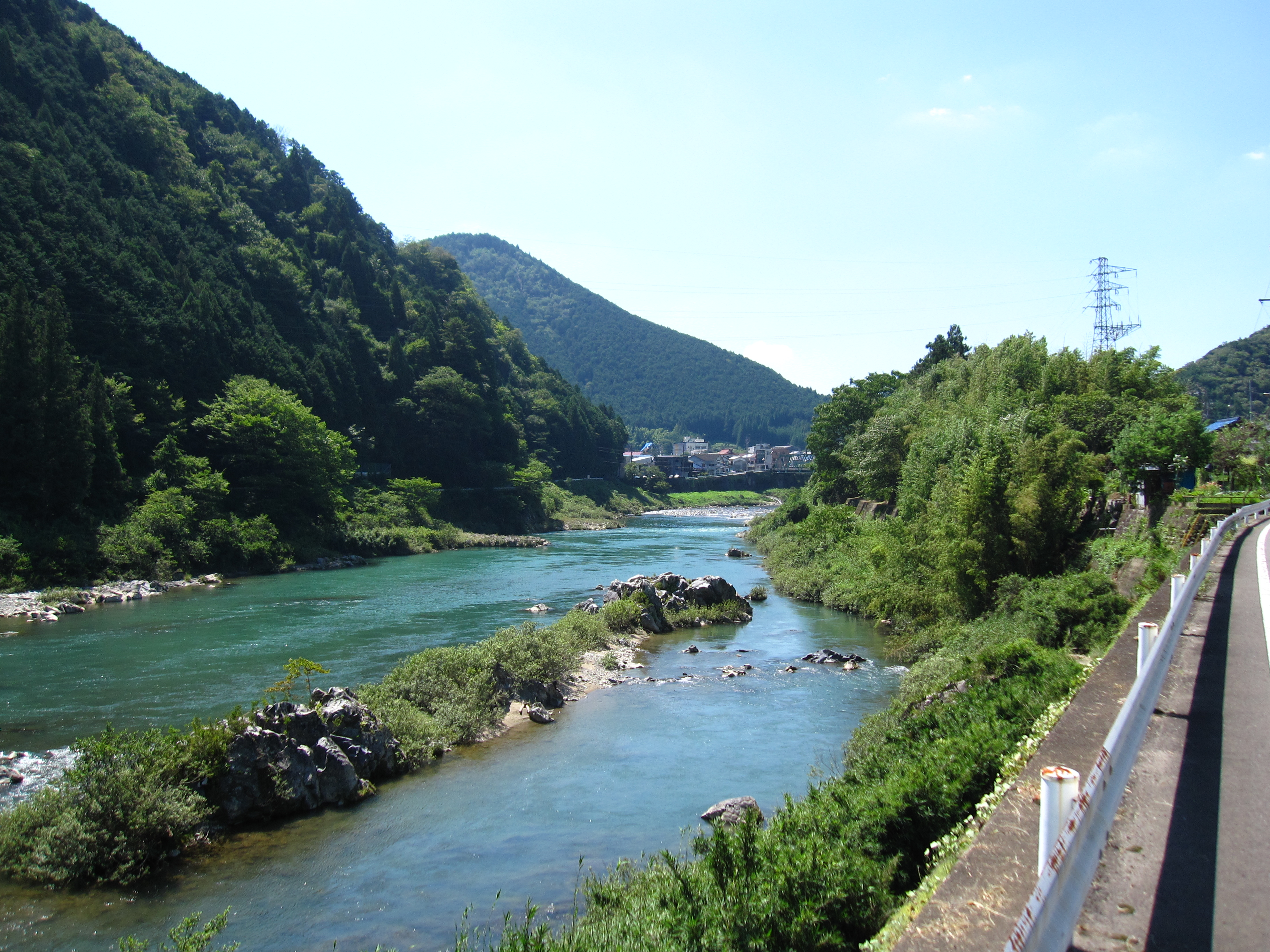
Le canyon Fujikura.
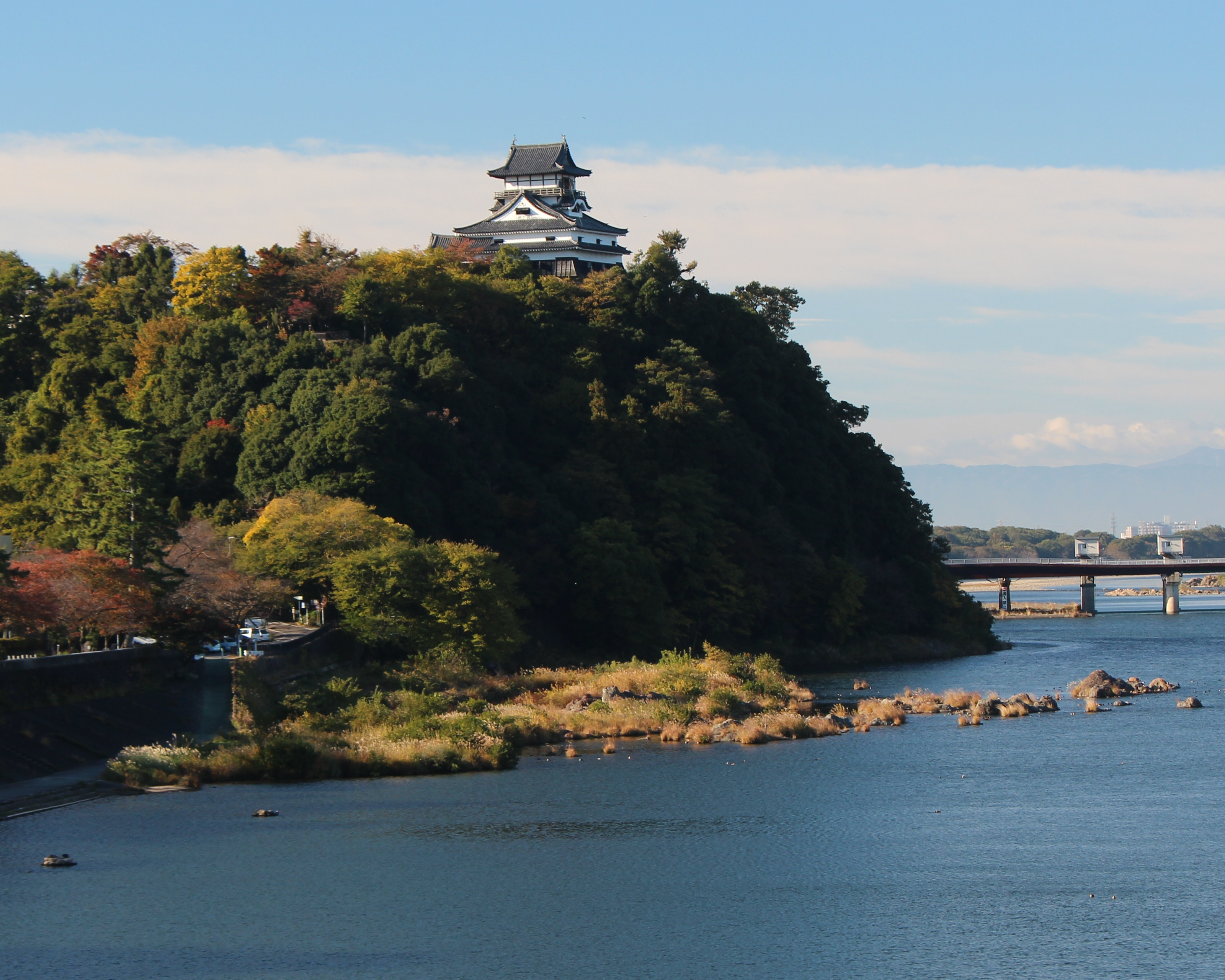
Le château d'Inuyama en surplomb du fleuve Kiso.

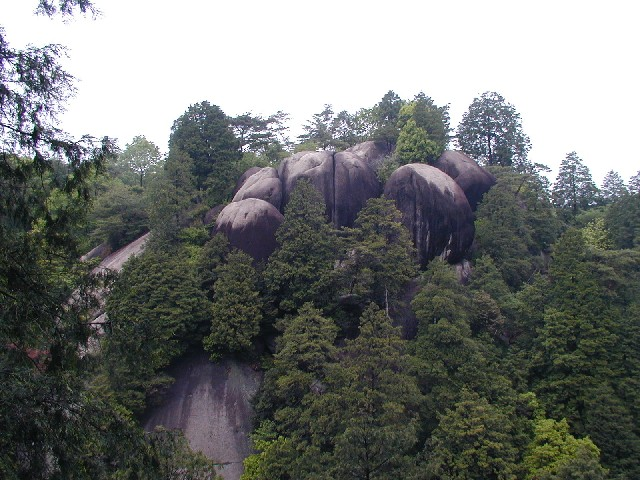
Le « roc Lotus » dans le parc d'Oniiwa.
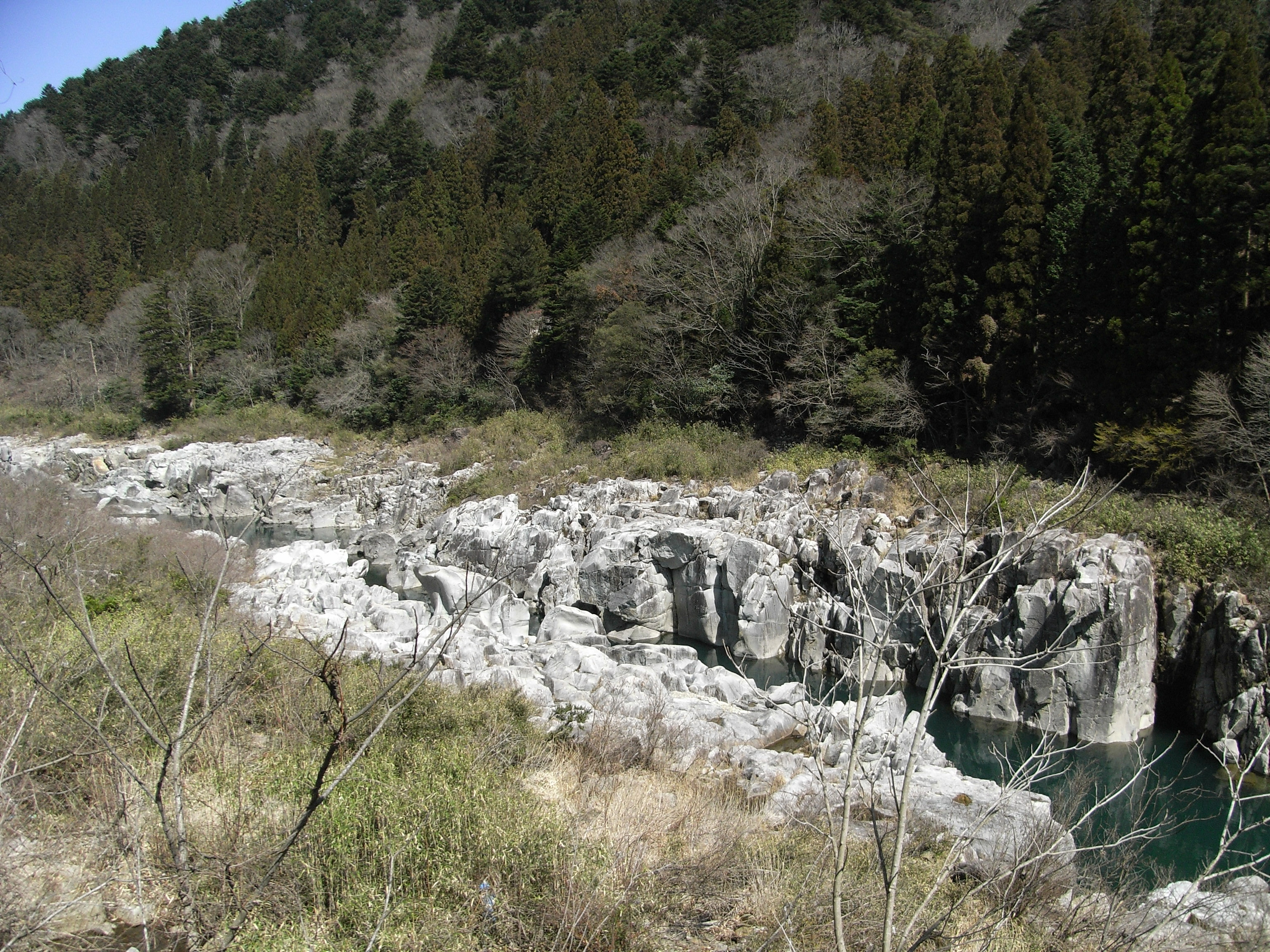
Formations rocheuses à Nakayama Shichiri.
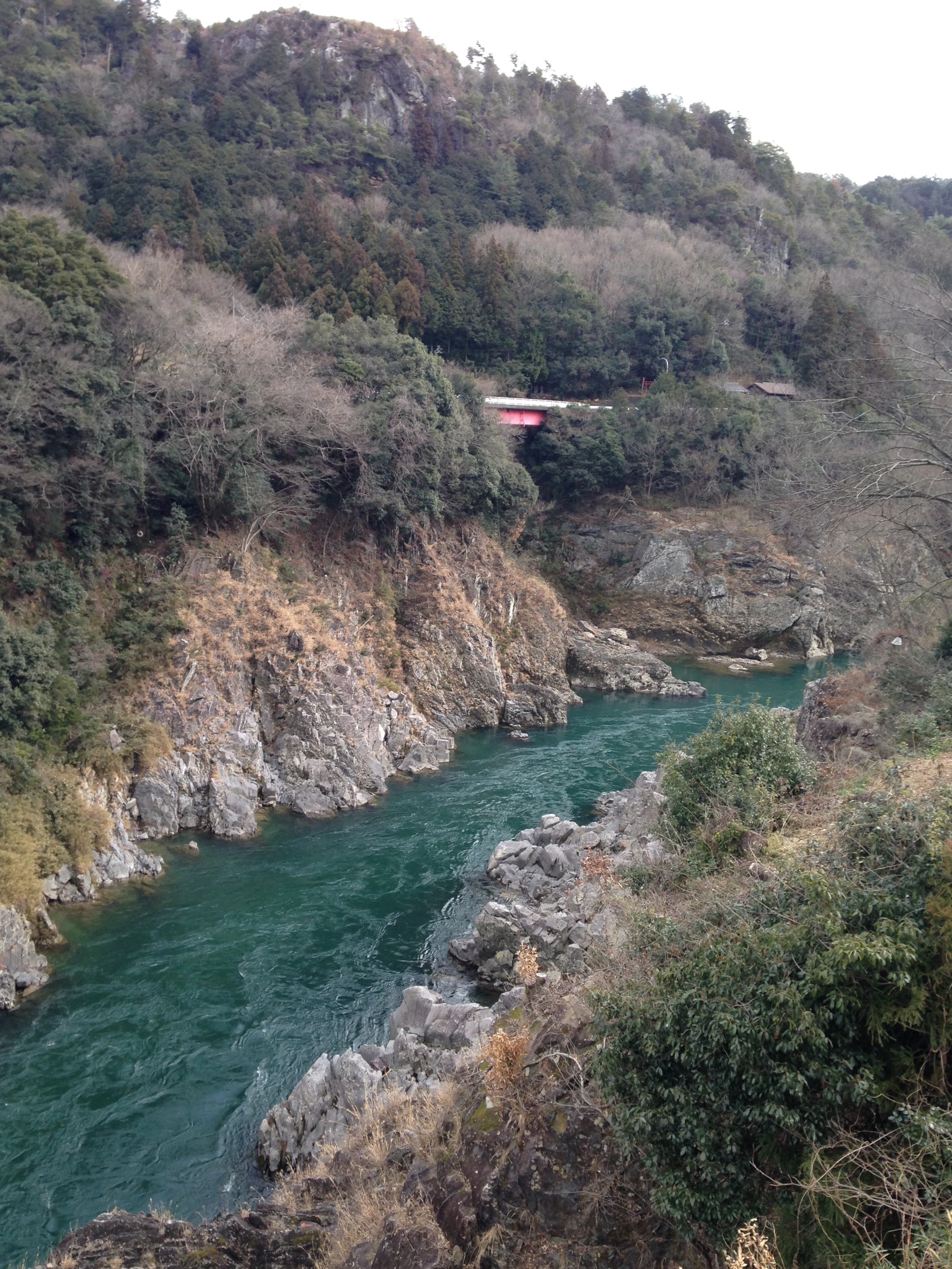
Le canyon Hisui.